# کمپ ایتین (کالیفرنیا)
کمپ ایتین (به انگلیسی: Camp Eighteen) یک منطقهٔ مسکونی در ایالات متحده آمریکا است که در شهرستان بیوت، کالیفرنیا واقع شده‌است. کمپ ایتین ۱٬۲۰۳ متر بالاتر از سطح دریا واقع شده‌است.